# ケーニヒ級戦艦
| ケーニヒ級戦艦                             | ケーニヒ級戦艦 |
| ------------------------------------------ | --- |
| 写真は「クローンプリンツ・ヴィルヘルム」。 | |
| 艦級概観                                   | |
| 艦種                                       | 戦艦 |
| 艦名                                       | |
| 前級                                       | カイザー級 |
| 次級                                       | バイエルン級 |
| 性能諸元                                   | |
| 排水量                                     | 常備：23,518トン 満載：28,148トン |
| 全長                                       | 175.4m |
| 水線長                                     | 173.0m |
| 全幅                                       | 29.5m |
| 吃水                                       | 8.9m |
| 機関                                       | シュルツ・ソーニクロフト式石炭・重油混焼水管缶12基 +パーソンズ式直結タービン3基3軸推進 |
| 最大出力                                   | 43,300hp |
| 最大速力                                   | 戦時：21.0ノット 公試時：23ノット |
| 航続距離                                   | 12ノット/8,000海里 |
| 燃料                                       | 石炭：984トン 重油：689～3,543トン |
| 乗員                                       | 平時：1,200名 戦時：1,350名 |
| 兵装                                       | クルップ SK C/12 30.5cm（50口径）連装砲5基 SK C/16 15cm（45口径）単装砲14門 SK C/13 8.8cm（45口径）単装砲6門 SK C/13 8.8cm（45口径）単装高射砲4門 50cm水中魚雷発射管単装5基 |
| 装甲（クルップ鋼）                         | 舷側：350mm（水線中央部）、120～150mm（船首楼側面部）、180mm（水線艦尾部） 甲板：30mm（上甲板）、60mm（主甲板） 主砲塔：300mm（前盾）、110mm（天蓋） 主砲バーベット：300mm（最厚部） 副砲ケースメイト：170mm（最厚部） 司令塔：300mm（前盾）、200mm（側盾）、150mm（後盾）、60mm（天蓋） |

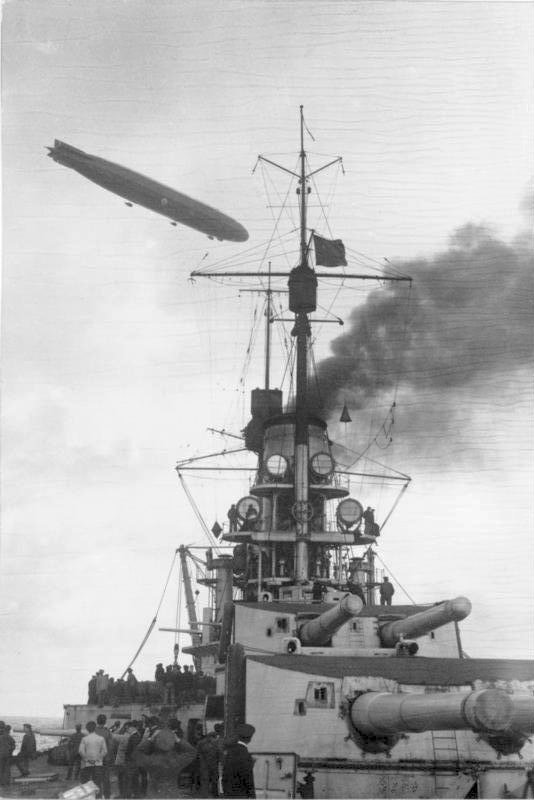
艦尾甲板から撮られた「グローサー・クルフュルスト」の後部主砲塔。

ケーニヒ級戦艦（Linienschiffe der König-Klasse）は、ドイツ帝国海軍の弩級戦艦の艦級で第一次世界大戦前に4隻が建造された。本級の竣工時には大洋艦隊における最も強力な軍艦であり、ユトランド沖海戦に参加した後も大戦を生き残ったが、1919年にスカパ・フローで自沈した。

## 概要
本級は老朽化していた前弩級戦艦「ブランデンブルク級」の代替として1911年度海軍計画において3隻と1912年度海軍計画において1隻の計4隻の建造が認められ、全艦が1911年に起工し、1913年に就役した。
同世代のイギリス海軍の超弩級戦艦への対抗として「カイザー級戦艦」の改良型として設計しなおされた。前級と比較して、主砲を全て中心線上の配置とし、射界を拡大している点が主な改良点である。
本級の建造中に急速に両国間の緊張が増したため、最終公試は省略され第一次大戦開戦1ヶ月で全艦が就役、第3戦艦隊を形成した。本級はユトランド沖海戦で主要な役割を果たし、損傷を受けたものの全艦が生き残った。その後スカパ・フローに回航されるが、イギリスへの引き渡しを拒み、他の多くの艦と共に自沈した。

## 艦形

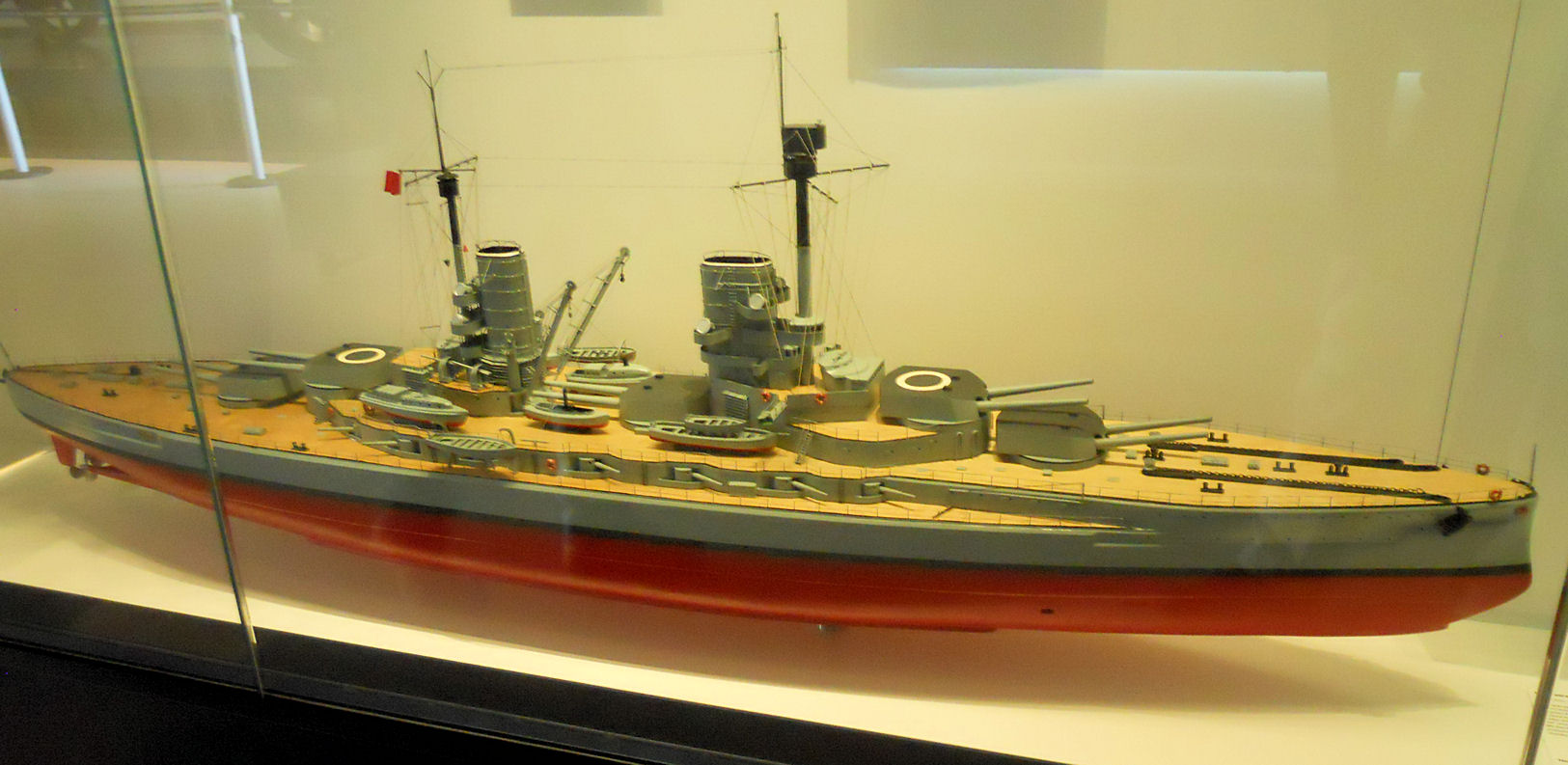
改装後の「マルクグラーフ」の模型。砲塔上の白円は味方識別用のマーク。

本級の船体形状は船首楼型船体である。前級までの特徴であった水面下のカット・オフ艦首はそのまま引き継がれた。
同時期のドイツ戦艦・巡洋戦艦と同様、マストは見張所程度を設けた単脚構造とし、その基部付近の艦橋上に測距儀等を配置した測的・射撃指揮所が置かれた。
本級の主砲塔の数自体は前級と同じ5基・10門である。前級では前部甲板上に1番主砲塔1基、中央部甲板に2番・3番主砲塔を梯型に配置、後部に4番・5番主砲塔を背負い式配置していた。対して本級では、全主砲塔を中心線上に配置する形態に改めた。1番・2番主砲塔が背負い式配置、3番が中央部後半の左右中心、後部に4番・5番主砲塔を背負い式である。これにより前部に指向できる砲数は6門から4門、後部に対して指向できる砲数は8門から4門に減少しているが、10門全てを指向できる射角はより広くなっており、実質的な戦闘能力は向上している。
ユトランド沖海戦後に遠距離砲戦に適応した改装が行われ、主砲塔の仰角を13.5度から16度へと引き上げると共に、単脚式の前部マストを補強して太くし、その中段に2層構造の射撃指揮所が設けられた。

## 主砲、その他備砲
本級の主武装は1911年型 SK L/50 30.5cm（50口径）砲を採用した。この砲は、405.5 kgの砲弾を最大仰角13.5度で16,200 mまで到達させることができた。砲身の俯仰のみ圧式で、砲塔の旋回・砲弾の揚弾・装填は主に電力で補助に人力を必要とした。砲身の俯仰角は仰角13.5度・俯角8度で、旋回角度は艦首・艦尾甲板上のものは300度であったが、船体中央部のものは上部構造物に射界を制限された。発射速度は1分間に2～3発であった。なお、1914年の改装で、砲身の仰角が16度まで引き上げられ、射程が20,400mまで延伸された。この改装の代償として俯角は5.5度へと低下した。
副砲には、1908年型 SK L/45 15cm（45口径）砲を採用した。その性能は、45.3kgの砲弾を最大仰角20度で14,900m まで到達させることができた。砲身の俯仰・砲塔の旋回・砲弾の揚弾・装填は主に人力を必要とした。砲身の俯仰角は仰角20度・俯角7度で、左右の旋回角度は甲板上に配置したものは300度であった。発射速度は1分間に5～7発であった。
防空用に、8.8cm（45口径）単装高角砲4基を装備した。
水雷兵装として、60cm水中魚雷発射管5基を装備した。

## 機関
シュルツ・ソーニクロフト式もしくは海軍型ボイラーを採用し石炭専焼水管缶12基と重油専焼缶3基に直結タービンを高速型と低速型を1組として3組3軸推進の構成となっていた。本級のボイラー室は3室に分かれており、艦首側の1番ボイラー室に重油専焼水管缶3基を収め、2番・3番ボイラー室に石炭専焼水管缶を6基ずつを収めていた。ボイラー室の配置は船体中央部に3番主砲塔の弾薬庫があるために1番・2番ボイラー室と3番ボイラー室は間隔をあけて配置され、このため2本煙突のうち、2番煙突は断面が円形であるが、1番煙突の断面が楕円形となり太くなった。
機関の設計時にはドイツの造船所でタービンの製造が可能となった事となり、2隻を並行して建造する事が可能となった。この当時のタービン機関は低速時の燃費が芳しくなかったため、巡航用の機関としてMAN社のディーゼル機関（12,000馬力）を搭載する設計であった。しかし、実用的なディーゼル機関が開発できなかったために1911年度計画の3隻には搭載できず、次いで1912年度計画の1隻にも間に合わなかったために計画倒れとなった。このため、推進機関はすべてタービン機関に改設計された。スクリュープロペラの直径は既存艦の物よりも大型化して3.8mとなった。
タービン形式は「ケーニヒ」「クローンプリンツ・ヴィルヘルム」が改パーソンズ式だが「ケーニヒ」は公試において43,000馬力で20ノットを発揮したのに対し、「クローンプリンツ・ヴィルヘルム」は公試出力46,200馬力で速力21.3ノットの好成績を収めた。
「グローサー・クルフュルスト」はAEG・フルカン式で45,100馬力で速力21.2ノットを発揮、「マルクグラーフ」はヴェーザー社が開発のベルクマン式で公試出力41,400馬力で速力20ノットを発揮した。航続性能は12ノットで8,000海里、燃料は石炭3,600トンと重油700トンを搭載できた。

## 防御

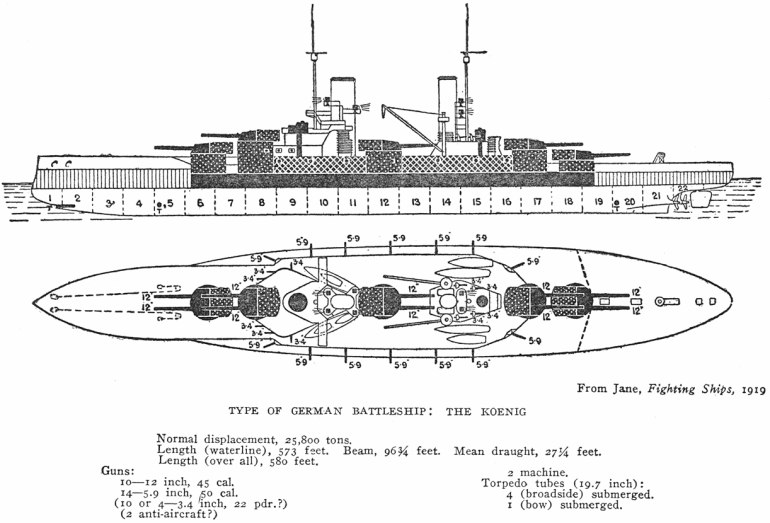
本級の武装・装甲配置を示した図。

本級の防御方式は「カイザー級」から引き続き、艦体の水線部を広範囲に防御する全体防御方式を採用していた。
船体長の優に88%が二重底であった。このため「グローサー・クルフュルスト」は1916年11月にイギリス海軍の潜水艦「J1」からの雷撃を受けたが撃沈されず帰投し、1912年2月までに修理完了した。その後、ロシア革命時代のバルト海での作戦で機雷を引っかけたが大浸水はしなかった。

## 同型艦
- ケーニヒ König
- グローサー・クルフュルスト Großer Kurfürst
- マルクグラーフ Markgraf
- クローンプリンツ・ヴィルヘルム Kronprinz Wilhelm

## 参考図書
- 「Conway All The World's Fightingships 1906–1921」（Conway）
- 「世界の艦船 1989年3月増刊　ドイツ戦艦史」（海人社）